# ایرانی باستان
زبان‌های ایرانی باستان اصطلاحاً به زبان‌هایی گفته می‌شود که از هنگام جدایی اقوام ایرانی از هم‌نژادان آریائیشان در اواخر هزاره ۲ پ. م تا اندکی پس از فروپاشی شاهنشاهی هخامنشی در ۳۳۰ پ. م در میان اقوام ایرانی در پهنه وسیعی از مرزهای شمالی چین در شرق (در میان قبایل سکایی) تا سواحل شمالی دریای سیاه و دریای آزف در غرب (در میان قبایل اسکیتی) و از شمال غرب فلات ایران (در میان قبایل مادی) تا سواحل خلیج فارس (در میان قبایل پارسی) رواج داشتند. زبان‌های ایرانی به مرحلۀ نسبتاً یکپارچه‌ای بازمی‌گردند که با نوآوری‌های مشترک بسیاری، از مرحلۀ زبانی پیشین جدا شده اند، در واقع می‌توان از بازسازی زبان ایرانی آغازین (یا باستان) سخن به میان آورد.
از میان زبان‌های ایرانی باستان فقط آثار مکتوب دو زبان فارسی باستان و اوستایی (با دو گرایش گاهانی و متاخر) وجود دارند. برخی دیگر از زبان‌های این دوره که آثار غیرمستقیمی از آنها برجای مانده یا براساس موازین زبان‌شناختی تاریخی می‌توان به وجودشان اطمینان داشت آراخوسیایی (رُخَجی) باستان، بلخی باستان، پارتی باستان، خوارزمی باستان، سغدی باستان، شیرازی باستان، کرمانی باستان و مادی هستند.

### کتابشناسی
- رضایی باغ‌بیدی، حسن (۱۳۸۶). «آریایی، زبانها». دانشنامه ایران. ج. ۲. تهران: مرکز دائرةالمعارف بزرگ اسلامی. ص. ۶۳۱–۶۳۵. شابک ۹۷۸-۹۶۴-۷۰۲۵-۵۹-۱.